# Тетяна Дорнбуш
Тетяна Дорнбуш (нар. 21 листопада 1982 року в Чернігові як Тетяна Костюк) — монегаська шахістка українського походження, яка отримала титул «жінка-гросмейстер FIDE».

## Біографія
Народилася в Чернігові, Україна. Тетяна вивчала менеджмент в готельній справі, курорті та туризмі в Національній Муніципальній Академії в Харкові, де отримала ступінь магістра в 2006 році.[джерело?]
Вона проживає у Франції, одружилася з французьким шахістом Філіпом Дорнбуш (Philippe Dornbusch), у них є донька.

## Шахова кар'єра
Костюк з легкістю займала вищі позиції на місцевому та національному рівнях шахових змагань у різних вікових групах з десяти років, з помірним успіхом — на європейських чемпіонатах з шахів для молоді. Після 4-го місця в чемпіонаті Європи 1999 року, вона здобула звання FIDE «Міжнародний майстер з шахів». Наступного року Костюк стала чемпіоном Європи у віці до 18 років, а в 2004 році отримала національне звання «Майстер України з шахів».
У 2006 році Костюк стала переможницею турніру Кондом (Жер) у Франції та отримала титул жінка-гросмейстер FIDE.
Костюк брала участь у шахових турнірах в складі Української збірної в Румунії, Росії та Кіпрі. У 2008 році вона виграла Відкритий турнір у Володимирі, Росія. У змаганнях Championship of Paris Open A 2009 року вона посіла 2-7 позицію в загальному турнірі та 1-у — серед жінок.
Навчалася і тренувалась у Київському шаховому клубі під керівництвом Олексія Косікова, а з 2011 р. — в українського гросмейстера Сергія Федорчука.
Тетяна Дорнбуш грала за Vincennes Club(Франція), також бере участь у роботі вебсайту Chess & Strategy як менеджер спільноти. Її рейтинг Elo FIDE у травні 2013 року становив 2321 балів, 9-е місце серед шахісток України.
У 2017 році вона змінила шахову федерацію України на Монако. Тетяна була чемпіонкою Монако з шахів серед жінок у 2018, 2019 та 2020 роках. На шаховій олімпіаді 2022 року Дорнбуш грала за збірну Монако (друга шахівниця) у відкритому турнірі.